# خانات ارومیه
خانات اورمیه (انگلیسی: Urmia Khanate) یکی از خانات آذربایجان ایران مستقر در شهر اورمیه بود. این خانات واقع در آذربایجان و بیش از صد سال به صورت نیمه مستقل از خاک ایران تبدیل شده بود.
فتحعلی‌شاه افشار (۱۷۶۳–۱۷۴۷) از نمایندگان نسل افشار رهبر خانات اورمیه بوده‌است. فتحعلی‌شاه که قصد گسترش مرزهای خان‌نشین خود را داشته، توانسته بود در مواقع مختلفی سرزمین‌های وسیعی را در آذربایجان به تصرف خود در بیاورد. بعد از شکست وی از کریم‌خان زند در سال ۱۷۶۳ خان‌نشین اورمیه اهمیت قبلی خود را از دست داد.